# Karolina Fotiadou
Karolina Fotiadou (griechisch Καρολινα Φωτιαδου, englisch Carolina Photiades; * 10. August 1970) ist eine ehemalige zypriotische Skirennläuferin.

## Karriere
Fotiadou startete von 1987 bis 1997 bei beinahe allen internationalen Großereignissen im Alpinen Skisport. Lediglich an den Weltmeisterschaften 1991 in Saalbach-Hinterglemm nahm sie nicht teil. Ihr bestes Ergebnis erzielte sie dabei 1988 bei den Olympischen Winterspielen in Calgary mit dem 26. Platz im Slalom.
Ihre letzten internationalen Rennen bestritt Fotiadou im Februar 1999 im Troodos-Gebirge, danach trat sie nicht mehr als Rennläuferin in Erscheinung.

## Privates
Ihre Brüder Alechis und Pavlos Fotiadis waren ebenfalls als Skirennläufer aktiv.

## Erfolge

### Olympische Winterspiele
- Calgary 1988: 26. Slalom, 27. Riesenslalom
- Albertville 1992: 35. Slalom, 39. Riesenslalom, DNS Super-G
- Lillehammer 1994: 46. Super-G

### Weltmeisterschaften
- Crans-Montana 1987: DNF Riesenslalom[1]
- Vail 1989: 34 Riesenslalom[2], DNF Slalom[3]
- Morioka 1993: 38. Riesenslalom
- Sierra Nevada 1996: DNF Riesenslalom, DNF Slalom
- Sestriere 1997: DNF Slalom, DSQ Riesenslalom